# Microctonus hyperodae
Microctonus hyperodae är en stekelart som beskrevs av Loan in Loan och Lloyd 1974. Microctonus hyperodae ingår i släktet Microctonus och familjen bracksteklar. Inga underarter finns listade i Catalogue of Life.